# Juneau (Funeral for a Friend)
Juneau è un singolo dei Funeral for a Friend, pubblicato il 28 luglio 2003 come prima canzone tratta dall'album d'esordio Casually Dressed & Deep in Conversation. Ha raggiunto la 19ª posizione nella Official Singles Chart. La canzone figura anche in Spilling Blood in 8 mm (2004), Final Hours at Hammersmith (2006), in Your History Is Mine: 2002-2009 (2009), in Casually Dressed & Deep in Conversation: Live and in Full at Shepherds Bush Empire (2012) e nel Live from the Roundhouse (2013).
È una delle canzoni più note e popolari della band, e sin dalla sua uscita è sempre stata presente nelle scalette dei concerti.
Inizialmente la canzone era intitolata Juno, come compare nell'EP Between Order and Model. Questa versione della canzone è caratterizzata da una più massiccia presenza dello scream di Ryan Richards e un sound più aggressivo, mentre la versione nuovamente registrata per Casually Dressed e pubblicata come singolo è più melodica e fa uso di scream solo nel tratto conclusivo.

## Video
Il video è ambientato in un piccolo hotel di provincia. La scena iniziale vede il proprietario dell'hotel seduto alla reception, intento a guardare un film porno in TV; in quel momento arriva la band, che inizia a suonare la canzone. Nelle quattro stanze dell'hotel, si trovano una ragazza vestita da cheerleader che mette a soqquadro l'intera stanza prima di ritrovare una foto che provvede ad appendere allo specchio; un uomo in piedi in una stanza vuota con solo una grande scatola all'interno, che viene poi distrutta dalla furia dell'uomo, che alla fine dopo essersi sfogato ritrova il sorriso; una coppia di anziani seduti ad un tavolo che si sorridono a vicenda, prima di intraprendere una furiosa lotta con i cuscini per poi finire baciandosi; un uomo in una vasca da bagno che fa la doccia e che inizialmente cade a terra privo di sensi, ma si vede poi di nuovo nella vasca da bagno a fine video. Terminata la canzone, la band se ne va, e Matt incassa i soldi dal proprietario dell'hotel, ancora intento a guardare il porno.
Il 18 ottobre 2013 ne è stato pubblicato un video per la sua versione originale (Juno), per promuovere l'uscita della riedizione di Between Order and Model. Il video, girato da Bernhard Schinn in occasione del concerto della band a Berlino del 9 ottobre, vede protagonista il gruppo in varie fasi del live, più alcune scene dal backstage.

### Tracce
CD (Versione 1)
1. Juneau – 3:37
2. The Getaway Plan – 4:17
3. Kiss and Makeup (All Bets Are Off) (Live at Radio 1 Rock Show) – 2:52

CD (Versione 2)
1. Juneau – 3:37
2. The Art of American Football (Live at BBC Wales)
3. This Year's Most Open Heartbreak (Live at Radio 1 Rock Show)

Vinile
1. Juneau – 3:37
2. The Getaway Plan – 4:17

## Artwork
La copertina del singolo vede la donna velata col vestito rosso, presente anche sulla copertina dell'album e nel video di You Want Romance?, seduta con le gambe incrociate in un campo di grano, con in mano una vecchia radio di legno.

## Formazione

### Band
- Matthew Davies-Kreye - voce
- Kris Coombs-Roberts - chitarra
- Darran Smith - chitarra
- Ryan Richards - batteria
- Gareth Davies - basso

### Altro personale
- Colin Richardson - produzione, mixaggio e ingegneria
- Matt Hyde - ingegneria
- Will Bartle - ingegneria
- Richard Woodcraft - ingegneria
- Howie Weinberg - Masterizzazione presso Masterdisc